# Under the Boardwalk (песня)
| Оценки критиков | Оценки критиков |
| Источник        | Оценка          |
| --------------- | --------------- |
| AllMusic        | без оценки      |
| AllMusic        | без оценки      |
| Cashbox         | без оценки      |

«Under the Boardwalk» — песня, выпущенная группой Drifters в июне 1964 года на лейбле Atlantic Records. Добралась до 4 места в американском чарте.
Потом исполнялась многим артистами, среди которых был актёр Брюс Уиллис (включена в его альбом The Return of Bruno).
В 2004 году журнал Rolling Stone поместил песню «Under the Boardwalk» в исполнении группы Drifters на 487 место своего списка «500 величайших песен всех времён». В списке 2011 года песня находится на 489 месте.
В 2014 году оригинальный сингл группы Drifters с песней «Under the Boardwalk» (вышедший в 1964 году на лейбле Atlantic Records) был принят в Зал славы премии «Грэмми».